# Рудна-Глава
Рудна Глава — доисторическая шахта для добычи меди. Находилась на востоке современной Сербии, является наиболее ранним свидетельством металлургии в Европе, датируется V тыс. до н. э. Шахты вырубались на боковых сторонах холмов, вокруг них сооружались леса. Шахта относится к культуре Винча, насколько можно судить по находкам керамики.
Аналогичная шахта обнаружена около Ай-Бунара в Болгарии.